# 3e régiment d’infanterie
Das 3e règiment d’infanterie war ein Infanterieregiment der Französischen Streitkräfte. Aufgestellt 1569 unter dem Ancien Régime bestand es bis 1977.

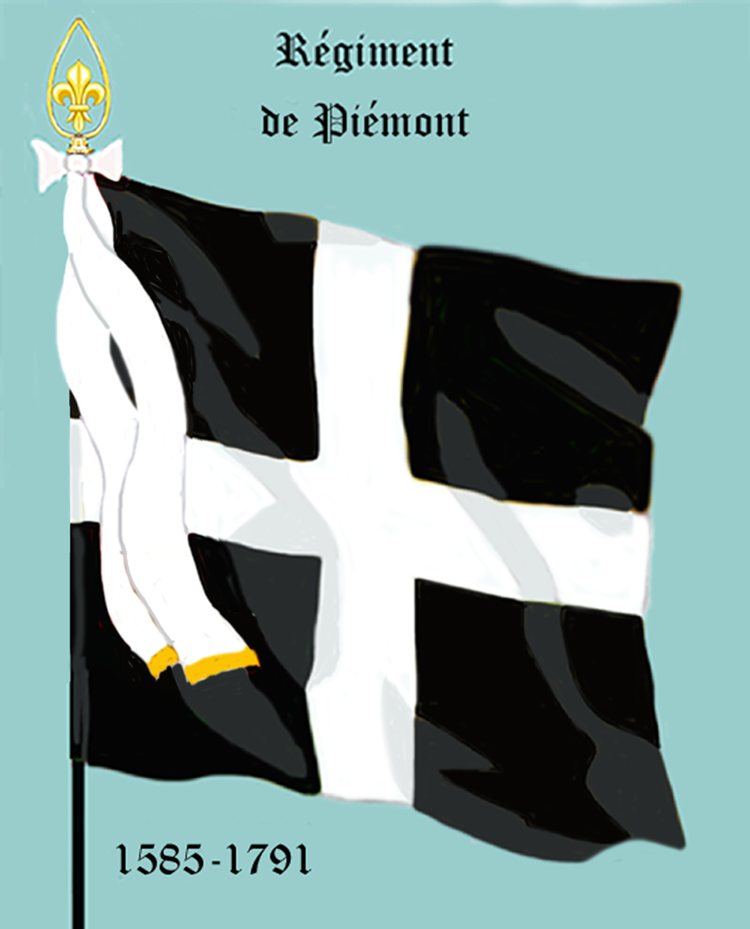
Ordonnanzfahne bis 1791

Es war eines der Six Grands Vieux der sechs „großen alten Regimenter“ in der Armee des Ancien Régime.
Vor der Einführung der Nummerierung der Regimenter am 1. Januar 1791 führte es in der königlich französischen Armee zuletzt den Namen Régiment de Piémont.

## Aufstellung und Umbenennungen in chronologischer Reihenfolge
- 1494: Errichtung einer Vorläufereinheit: Bandes delà les monts oder auch Bandes noires
- 1569: Aufstellung des „Régiment de Brissac“ aus den „Bandes delà les monts“.
- 1585: Umbenennung in „Régiment de Piémont“.
- Juni 1685: Eingliederung von acht Kompanien des reduzierten Régiment de Conti
- 1776: Abgabe des 1. und 3. Bataillons zur Aufstellung des Régiment de Blaisois
- 1791: Umbenennung in „3e régiment d’infanterie de ligne“.

- 1793: Erste Heeresreform Das Regiment wurde als 1er bataillon (ci-devant Piémont) zur 5e demi-brigade de bataille und als 2e bataillon (ci-devant Piémont) zur 6e demi-brigade de bataille abgestellt. Damit endet der zunächst der Regimentsverband und auch die Traditionslinie

- 1803: Umbenennung der „3e demi-brigade d’infanterie de ligne“[1] in 3e régiment d'infanterie de ligne (de facto Weiterführung der Regimentstradition)

- 1814: Während der Ersten Restauration erfolgte die Umbenennung in: „Régiment Le Dauphin“.
- 1815: Während der Herrschaft der Hundert Tage erfolgte die Rückbenennung in: „3e régiment d’infanterie de ligne“
- 16. Juli 1815: Mitsamt der gesamten Napoleonischen Armee wurde das Regiment in Trézée (Département Loir-et-Cher) entlassen.
- 11. August 1815: Aufstellung der: „3e légion de l’Allier“ und der „57e légion de la Nièvre“.[2] Wegen Personalmangel wurde diese beiden Legionen später unter dem Namen „3e légion de l’Allier et de la Nièvre“ zusammengelegt.
- 23. Oktober 1820: 1820: die „3e légion de l’Allier et de la Nièvre“ wurde in „3e régiment d’infanterie de ligne“ umbenannt.
- 1854: Umbenennung in: „3e régiment d’infanterie“.
- 1920: Umgliederung und Umbenennung in: „3e régiment d’infanterie alpine“. (3. Gebirgs-Infanterieregiment)
- 1940: Nach dem Waffenstillstand aufgelöst
- 1944: Wiederaufstellung als: „3e régiment d’infanterie alpine“
- 1946: Auflösung
- 1956: Wiedererrichtung als: „3e régiment d’infanterie“
- 1962: Auflösung
- 1964: Wiederaufstellung als: „3e bataillon d’infanterie“
- 1965: Umgliederung und Umbenennung in: „3e régiment d’infanterie“
- 1967: Auflösung
- 1968: Wiederaufstellung als: „3e régiment d’infanterie“
- 1. August 1977: Auflösung

## Mestres de camp/Colonels
Mestre de camp war von 1569 bis 1661 und von 1730 bis 1780 die Rangbezeichnung für den Regimentsinhaber und/oder für den mit der Führung des Regiments beauftragten Offizier. Die Bezeichnung „Colonel“ wurde von 1721 bis 1730, von 1791 bis 1793 und ab 1803 geführt.
Nach 1791 gab es keine Regimentsinhaber mehr.
Sollte es sich bei dem Mestre de camp/Colonel um eine Person des Hochadels handeln, die an der Führung des Regiments kein Interesse hatte (wie z. B. der König oder die Königin), so wurde das Kommando dem „Mestre de camp lieutenant“ (oder „Mestre de camp en second“) respektive dem „Colonel-lieutenant“ oder „Colonel en second“ überlassen.
- 1791: Colonel Jean-Louis de Blou De Chadenac
- 1792: Colonel Jean-Baptiste Cambios d’Audrian

(…)
- 1803: Colonel Laurent Schobert
- 1811: Colonel Louis Ducouret
- 1813: Colonel Claude-Marcel Deslon
- 1814: Colonel Pierre Claude Lebaillif
- 1814: Colonel Hubert Vautrin

(…)
- 1830: Colonel Jean Pierre François Dieudonné Roussel
- 1853: Colonel Auguste-Alexandre Ducrot
- 1870: Colonel Champion
- 1903–1905: Colonel Paul Louis Durand

- 1939: Colonel Mauris
- 13. Juni 1940: Commandant Truttman

Colonels des „3erégiment d’infanterie de ligne“ gefallen oder verwundet
- Colonel Laurent Schobert: verwundet am 10. Juni 1807 und am 6. Juli 1809
- Colonel Ducouret: verwundet am 5. Februar 1812 und am 31. August 1813
- Colonel Vautrin: verwundet am 18. Juni 1815

Gefallene und verwundete Offiziere während des Ersten Kaiserreichs
- Gefallen: 47
- An ihren Verwundungen gestorben: 24
- Verwundet: 216

## Gefechtskalender

### Französisch-Eidgenössischer Krieg
- 14. September 1515: Einsatz in der Schlacht bei Marignano

### Hugenottenkriege
- Kämpfe gegen England und Spanien 1610–1630
- 1621: Belagerung von Montauban – Belagerung von Saint-Jean-d’Angély – Belagerung von Saint-Antonin
- 1622: Belagerung von Montpellier

### Dreißigjähriger Krieg
1635:
konnte sich das Regiment bei der Belagerung von Speyer auszeichnen. Am 19. März wurde es, zusammen mit dem Régiment de Ramboures zur Armee des Maréchal de Châtillon nach Mézières kommandiert.
1638:
Das Regiment verteidigte, zusammen mit dem Régiment de La Marine den Ort Saint-Omer erfolgreich gegen die Truppen von Ottavio Piccolomini.
1643:
Schlacht bei Rocroi In der Schlacht konnte sich das Regiment erneut auszeichnen. Zusammen mit dem Régiment de Ramboures stand es am linken Flügel der ersten Linie.
1646:
Belagerung von Fort Mardyck

### Fronde
- 1650: Schlacht bei Rethel

### Pfälzischer Erbfolgekrieg
- 1693: Teilnahme an der Schlacht bei Neerwinden im Brigadeverband mit dem Régiment d’Orléans

### Spanischer Erbfolgekrieg
- 1702: Gefecht bei Luzzara
- 1708: Im Brigadeverband mit dem Régiment de Chartres in der Schlacht bei Oudenaarde
- 1709: Schlacht bei Malplaquet – Verteidigung von Douai
- 1712: Schlacht bei Denain

### Österreichischer Erbfolgekrieg
- 1741: Am 12. September verließ die Einheit im Brigadeverband mit dem Régiment de La Reine Lauterbourg und kam am 16. Oktober in Amberg an.
- 1742: Gefecht bei Sahay (tschechisch: Zahájí) – Verteidigung von Prag
- 1745: In der Schlacht bei Fontenoy befand sich das Regiment am rechten Flügel der ersten Linie. Es lehnte sich rechts an die Schelde und links an das Régiment de Crillon an.
- 1746: Belagerung von Brüssel

### Siebenjähriger Krieg
- 13. April 1759: Schlacht bei Bergen
- 15. Juni 1761: Auszeichnung im Gefecht bei Scheidingen (zusammen mit dem Régiment de Limousin und dem Régiment de Touraine)

### Revolution und Erstes Kaiserreich
- 1792: Schlacht bei Jemappes
- 1793: Garnison in Weitbruck, Zweite Schlacht bei Weißenburg
- 1794: Abgestellt zur Armée du Nord

- 1803: Im Feldlager von Saint-Omer der Grande Armée zugeteilt. Es erhielt hier die vormalige „83e demi-brigade d’infanterie de ligne“ eingegliedert und wurde so von zwei auf vier Bataillone verstärkt.
- 1805: Das Regiment wurde der „3e division d’infanterie“ unter Général Legrand im „4e corps d’armée“ von Maréchal Soult zugewiesen.

27. August : Ankunft in Wien
16. November : Hollabrunn
2. Dezember: Schlacht bei Austerlitz. Das Regiment verlor 432 Mann an Gefallenen und Verwundeten sowie 102 Mann an Gefangenen.
- Februar 1806: Abmarsch aus Braunau im Königreich Bayern[3].
- 1807:

6. März: Abmarsch zur Weichsel. Personalbestand: 60 Offiziere und 2834 Mannschaften. Das 4. Bataillon verblieb in Straßburg in Garnison, (6 Offiziere und 604 Mann). In Berlin blieben dann noch ein Detachement aus 137 Mann zurück.
10. Juni: Schlacht bei Heilsberg.
14. Juni: Schlacht bei Friedland (Das Regiment hatte 1508 Gefallene).
Garnison in Danzig
11. November: Abmarsch aus Danzig
- 1808: Das Regiment bestand aus drei Bataillonen mit 88 Offizieren und 2179 Mannschaften. Garnison war Prentziow
- 1809:

19. April: Garnison in Thann
21. April: In Schierling, dann Schlacht bei Eckmühl
20. – 22. Mai: Schlacht bei Aspern
5. – 6. Juli: Schlacht bei Wagram
- 1810: Rückkehr nach Paris und Umgliederung in ein „Fünf Bataillone Regiment“. Bestehend aus dem Regimentsstab und fünf Bataillonen, von denen vier aus je einer Grenadierkompanie, einer Voltigeurkompanie und vier Füsilierkompanien gebildet waren. Das 5. Bataillon war das Depotbataillon. (Ausbildung und Nachersatz)
- 1811: Die Grenadier und Voltigeurkompanien wurden in Spanien eingesetzt.
- 1812: Sanguessa und Bilbao.[4]
- 1813: Schlacht am Bidassoa, Schlacht am Nivelle und Bayonne.[5]
- Feldzug in Deutschland – vom 1. Mai 1813 bis April 1814: zugeteilt zur „50e division d’infanterie“ von Général Louis Joseph de Vichery, im „13e corps d’armée“ des Maréchal Davout, Schlacht an der Göhrde (500; Gefallene und Verwundete).
- Feldzug in Frankreich

Dezember 1813 – 28. März 1814: Kämpfe in der Division von Général Rottembourg, als Teil des „7e corps d’armée“ von Général Oudinot.
17. Februar: Gefecht bei Provins
27. Februar: Schlacht bei Bar-sur-Aube
20.–21. März: Schlacht bei Arcis-sur-Aube
* 1815: Das 3 RI war der „6e division d’infanterie“ von Lieutenant général Prince Jérôme Bonaparte zugeteilt. Diese gehörte zum „2e corps d’armée“ in der „Armée du Nord“ von Lieutenant général Honoré-Charles Reille.
16. Juni: Schlacht bei Quatre-Bras
17. Juni: in Gentinnes
18. Juni: Schlacht bei Waterloo (Verluste: 21 Offiziere von 42 und 292 Mannschaften von 1105).

### 1815 bis 1848
- 1830:

14. Juni: Verschiffung nach Afrika, Anlandung in Sidi Ferruch
19. Juni: Schlacht bei Staoueli,
24. und 29. Juni: Gefechte bei Dely Ibrahim und bei Sidi Kalef,
30. Juni bis 5. Juli: Belagerung und Einnahme von Algier
3. Dezember: Rückkehr nach Frankreich

### Zweites Kaiserreich
- 1854: Belagerung und Einnahme der Festung Bomarsund
- 1864: Marsch nach Laghouat
- Deutsch-Französischer Krieg

6. August 1870: Schlacht bei Wörth
17. August 1870: das 3e régiment d’infanterie wurde der «Armée de Châlons» zugewiesen.
Zusammen mit dem «17e bataillon de chasseurs» (17. Jägerbataillon) unter Commandant Merchier und dem 21e régiment d’infanterie unter Colonel Morand, bildete das [[3e RI]] die 1re brigade (1. Brigade) von Général Nicolaï. Diese 1re brigade zusammen mit der 2e brigade des Général Maire, zwei Feldgeschützbatterien zu je vier Geschützen, einer Mitrailleusebatterie und einer Pionierkompanie bildeten die 1re division d’infanterie (1. Infanteriedivision), kommandiert von Général de division Douay.
23. bis 26. August 1870: Marsch nach Ostfrankreich
30. August 1870: Schlacht bei Beaumont
31. August 1870: Schlacht bei Sedan

### 1870 bis 1914
- 1875: Garnison in Nîmes, Kommandeur war Colonel Rode.
- 1875: Garnison auf Korsika, Kommandeur von 186 bis 1882 war Colonel Gabriel Bellegarrigue
- 1880: Garnison in Cambrai.

### Erster Weltkrieg
- Bei Kriegsausbruch des Ersten Weltkrieges 1914 lag das Regiment in Digne und Hyères in Garnison, Es bestand aus drei Bataillonen und gehörte zur « 58e brigade d’infanterie » in der « 29e division d’infanterie » des « 15e corps d’armée ».

- 1914: 20. August: Gefecht bei Mörchingen und Dieuze

24. und 26. August: Schlacht an der Trouée de Charmes
26. bis 28. September: Kämpfe in der Woëvre und an der oberen Maas bei Apremont-la-Forêt
28. und 29. Oktober: Kämpfe im Forges Wald bei Verdun
- 1915: Winterschlacht in der Champagne – Kämpfe in den Argonnen bei Vauquois
- 1916: Schlacht um Verdun: Kämpfe im Bois de Malancourt, und Mamelon d’Haucourt.
- 1917: Kämpfe in Belgien, bei Nieuwpoort (Januar bis Juni), Bixschoote (ab dem 12. September) und Langemark (ab dem 6. Oktober).
- 1918: Kämpfe an der Somme, bei Luce, im Sénécat-Wald, bei Hangard, Laffaux und Craonne.

### Zweiter Weltkrieg
Bei der Mobilisierung 1939 wurde das „3e régiment d’infanterie alpine“ (RIA) in Hyères, Sospel, und Nizza durch das „Centre mobilisateur d’infanterie“ 153 (CIM) aufgestellt. Kommandant war Colonel Mauris, dann ab 13. Juni 1940 der vormalige Bataillonskommandeur (Chef de bataillon) Commandant Truttman. Es gehörte zur „29e division d’infanterie alpine“ (29. Gebirgsdivision).

### Nach 1945
Im Jahre 1946 wurde das Regiment aufgelöst. 1956 wieder aufgestellt nahm es am Algerienkrieg teil, um 1962 erneut aufgelöst zu werden. 1964 wurde es als „3e bataillon d'infanterie“ wieder errichtet und 1965 zum „3e régiment d’infanterie“ aufgestockt. Eine erneute Außerdienststellung erfolgte 1967. Am 1. Juli 1968 wurde es durch Abgaben aus dem 129e RI wieder aufgestellt.
Es wurde dann in Radolfzell stationiert und war Teil der „13e brigade motorisée“ (13. Motorisierte Brigade) der „3e division“, die unter dem Befehl von Général de brigade Duchatel stand. Regimentskommandant war zu diesem Zeitpunkt Colonel Renault.
Während dieser Zeit war die 1. Kompanie dem Jägerbataillon 102 der Bundeswehr in Bayreuth freundschaftlich verbunden.
Mit dem 1. August 1977 wurde das Regiment aufgelöst. (Eines der vier ältesten Regimenter Frankreichs schließt das Buch seiner Geschichte. )
1978 wurde im Feldlager von Garrigues bei Nîmes ein „3e régiment d’infanterie“ als „Régiment de manœuvre et d’expérimentation de l’École d’application d’infanterie“ (3. Infanterieregiment für Ausbildung und Versuche der Infanterieausrüstungsschule) in Montpellier aufgestellt und als Régiment d’infanterie mécanisé (Mechanisiertes Infanterieregiment) der „14e division légère blindée“ (14. Leichte Gepanzerte Division) zugewiesen. Es wurde am 30. Juni 1999 wieder aufgelöst.

## Regimentsfahne
Auf der Rückseite der Regimentsfahne sind (seit Napoleonischer Zeit) in goldenen Lettern die Feldzüge und Schlachten aufgeführt, an denen das Regiment ruhmvoll teilgenommen hat.

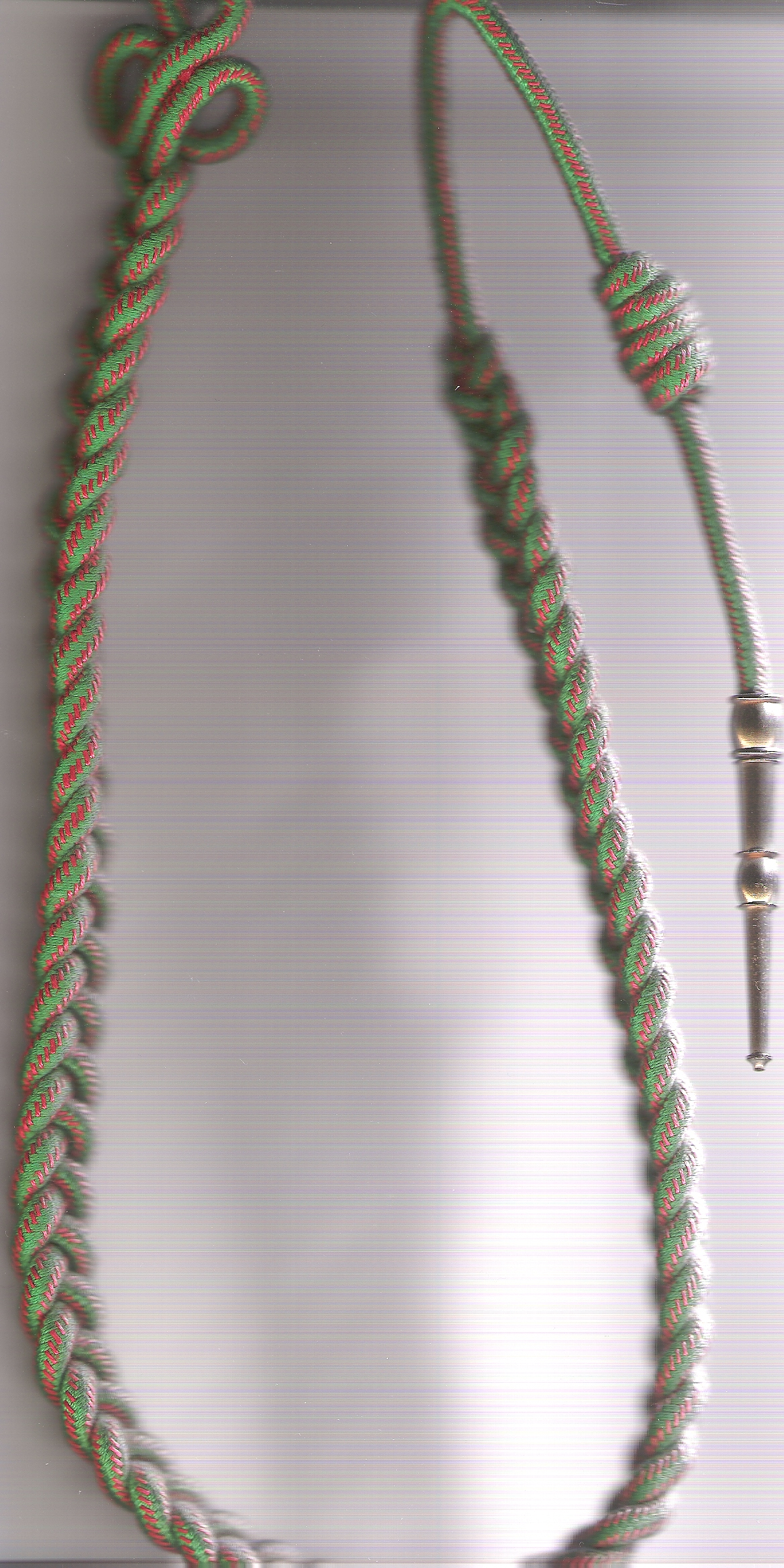
Fourragère in den Farben des Croix de guerre 1914-1918

## Auszeichnungen
- Das Fahnenband ist mit dem Croix de guerre 1914-1918 mit zwei Palmenzweigen für lobenden Erwähnungen im Armeebefehl dekoriert.
- Am 17. April 1919 wurde die Fahne des Regiments in Bad Kreuznach durch den Général Fayolle mit der Fourragère des Croix de guerre 1914-1918 angeheftet.
- Lobende Erwähnungen im Tagesbefehl des Armeekorps: das 2. und 3. Bataillon am 5. Mai 1918, eine Kampfgruppe aus neun Kompanien wurde am 13. November 1917 im Tagesbefehl der 29. Infanteriedivision lobend erwähnt.
- Zwei Kompanien wurden durch Regimentsbefehl hervorgehoben.

Bei einer eventuellen Wiederaufstellung haben die Angehörigen des Regiments das Recht die Fourragère in den Farben des Croix de guerre zu tragen.

## Persönlichkeiten, die im 3eRI gedient haben
- Henri Frenay, Mitbegründer der Résistance.

## Uniformierung im 18. Jahrhundert

Uniformen 1720–1791
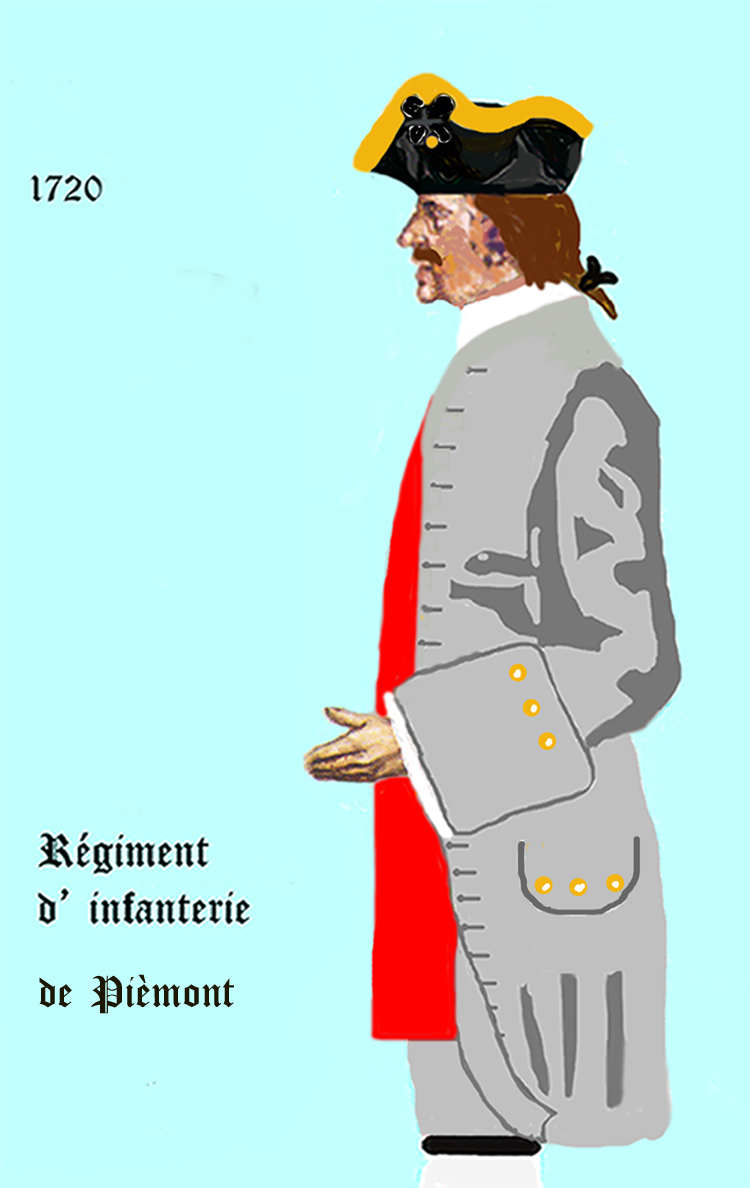
Régiment de Piémont von 1720 bis 1734
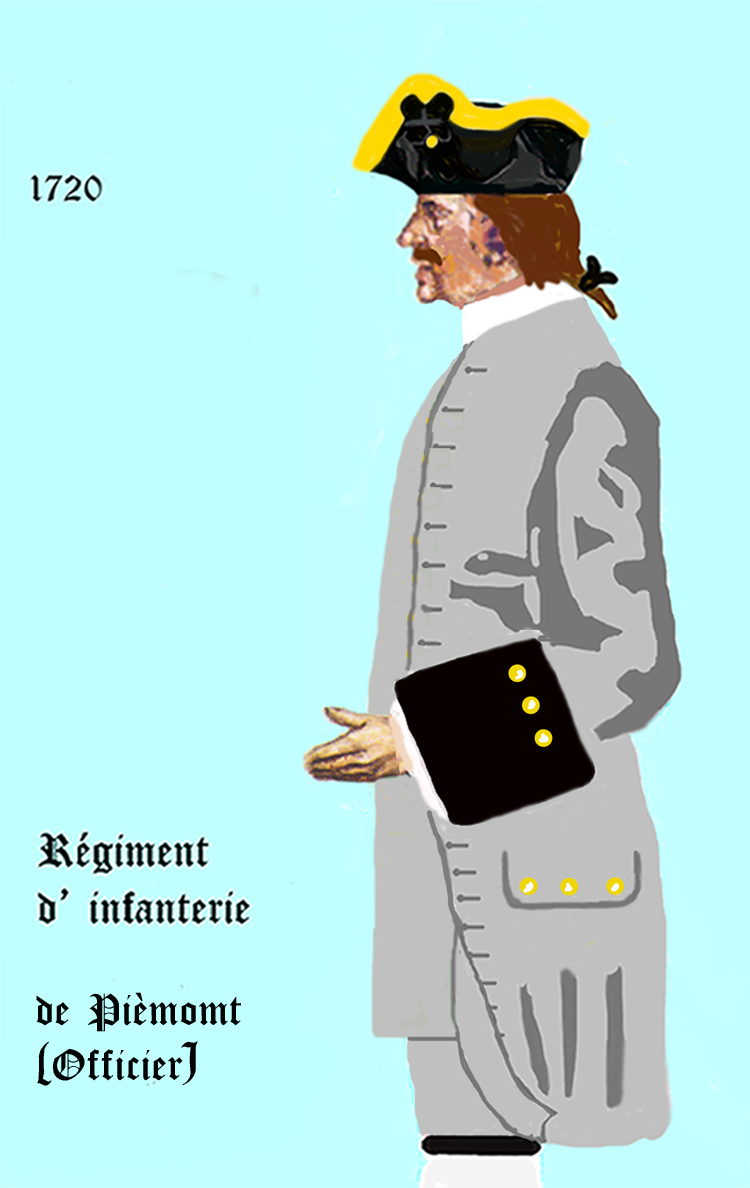
Offizier des Régiment de Piémont von 1720 bis 1734
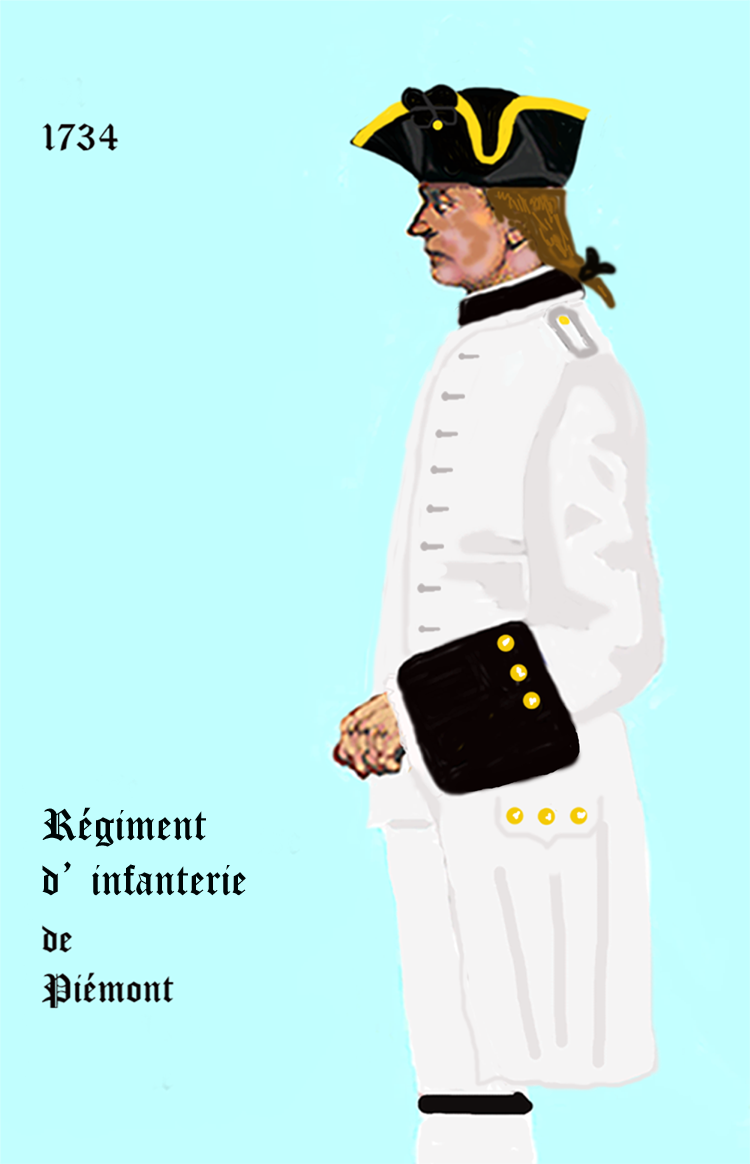
Régiment de Piémont von 1734 bis 1757
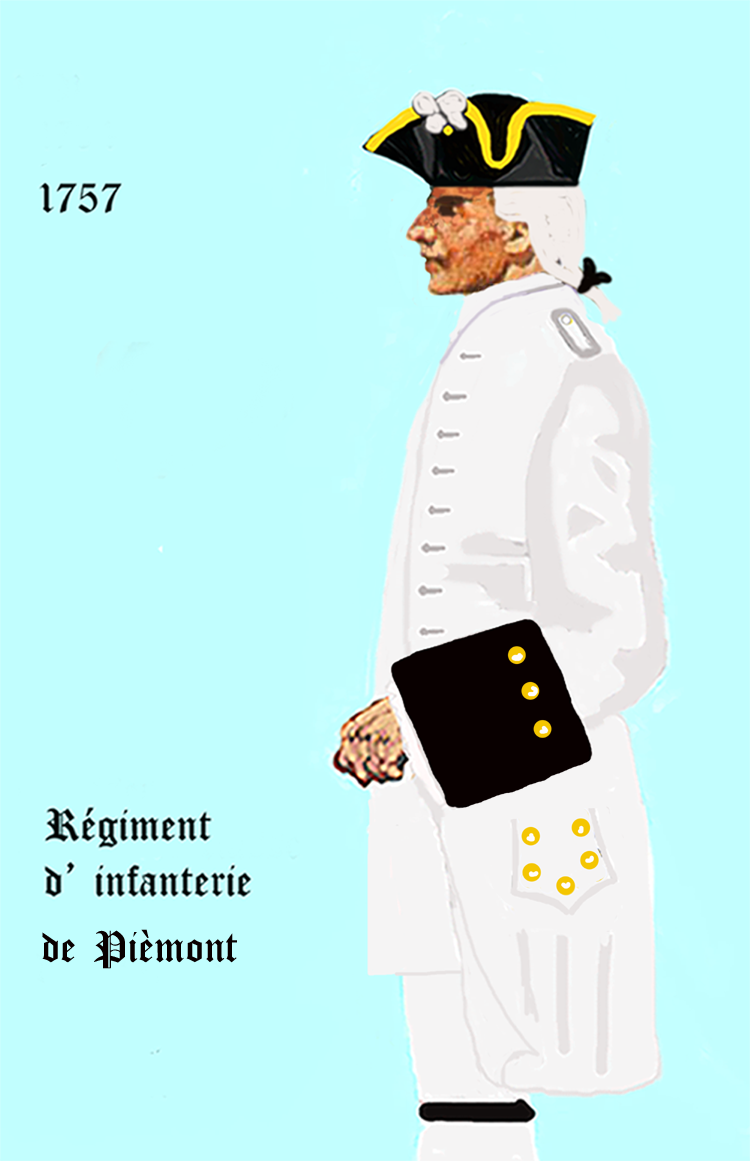
Régiment de Piémont von 1757 bis 1762
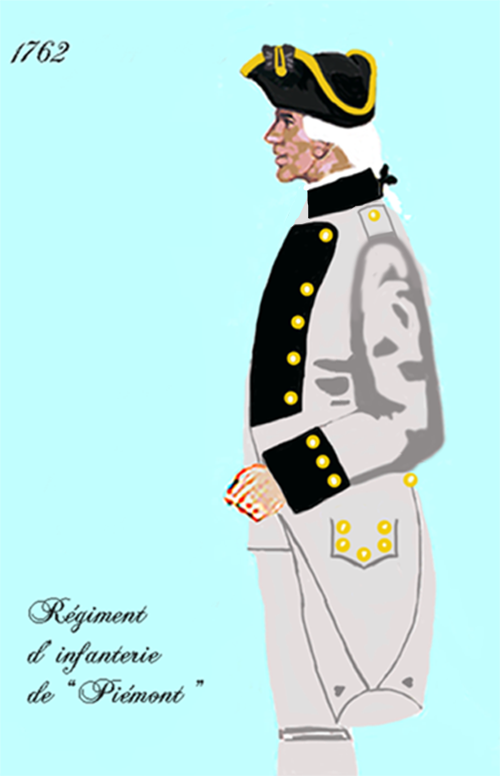
Régiment de Piémont von 1762 bis 1774
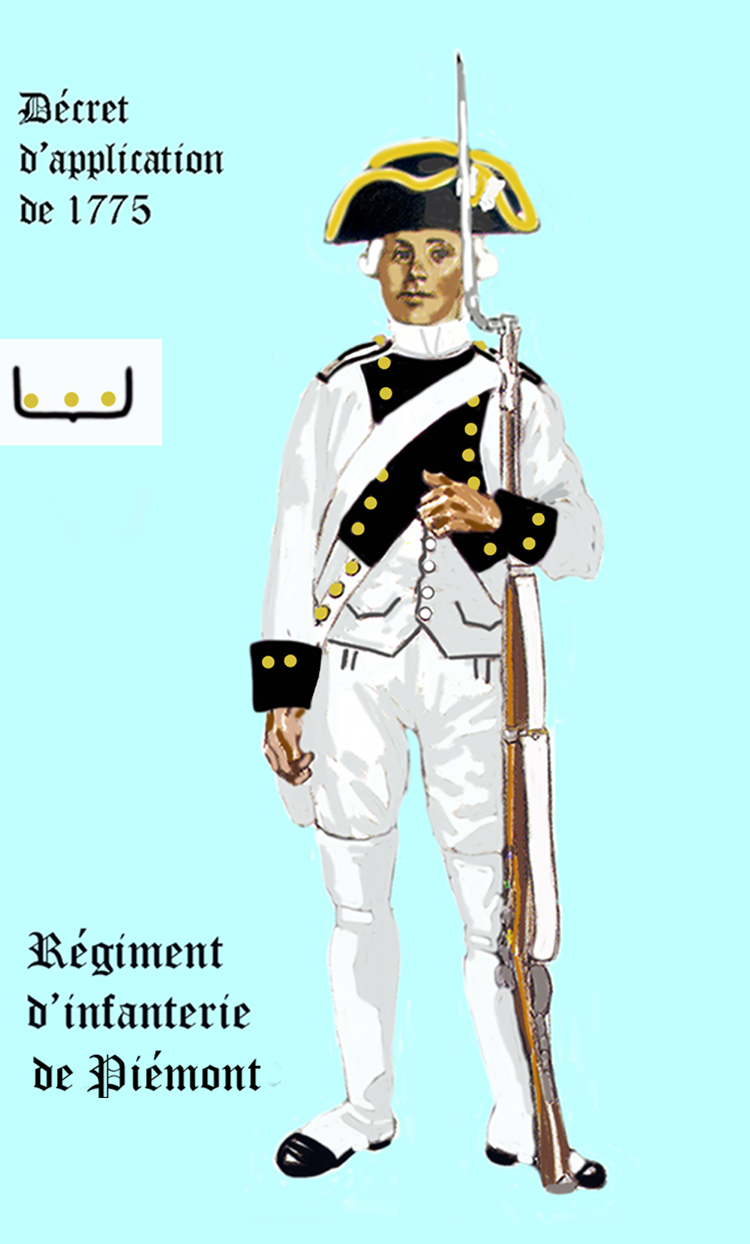
Régiment de Piémont 1775
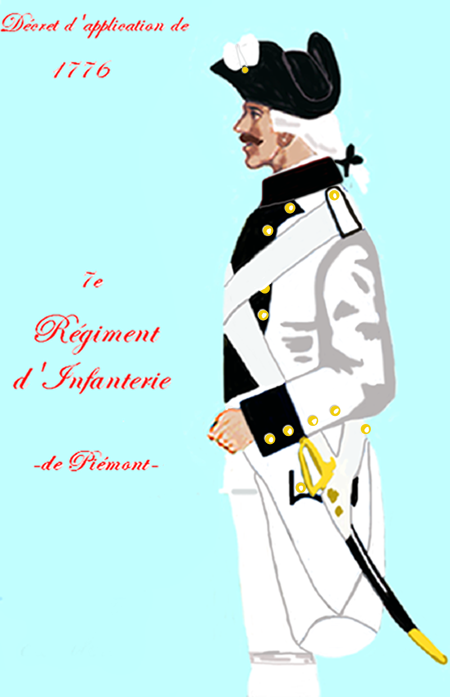
Régiment de Piémont von 1776 bis 1779
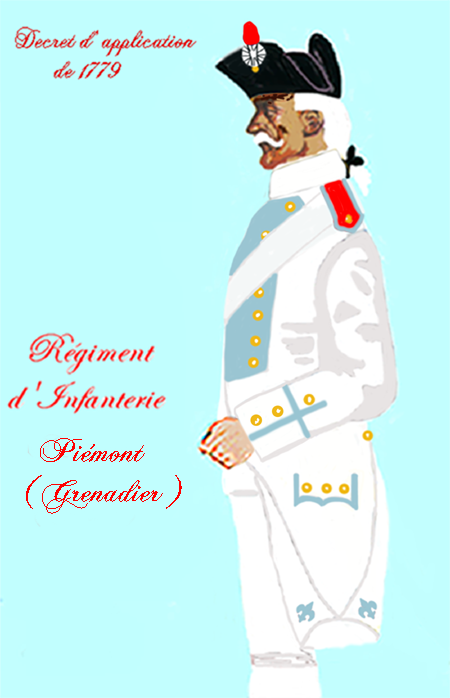
Régiment de Piémont von 1779 bis 1791
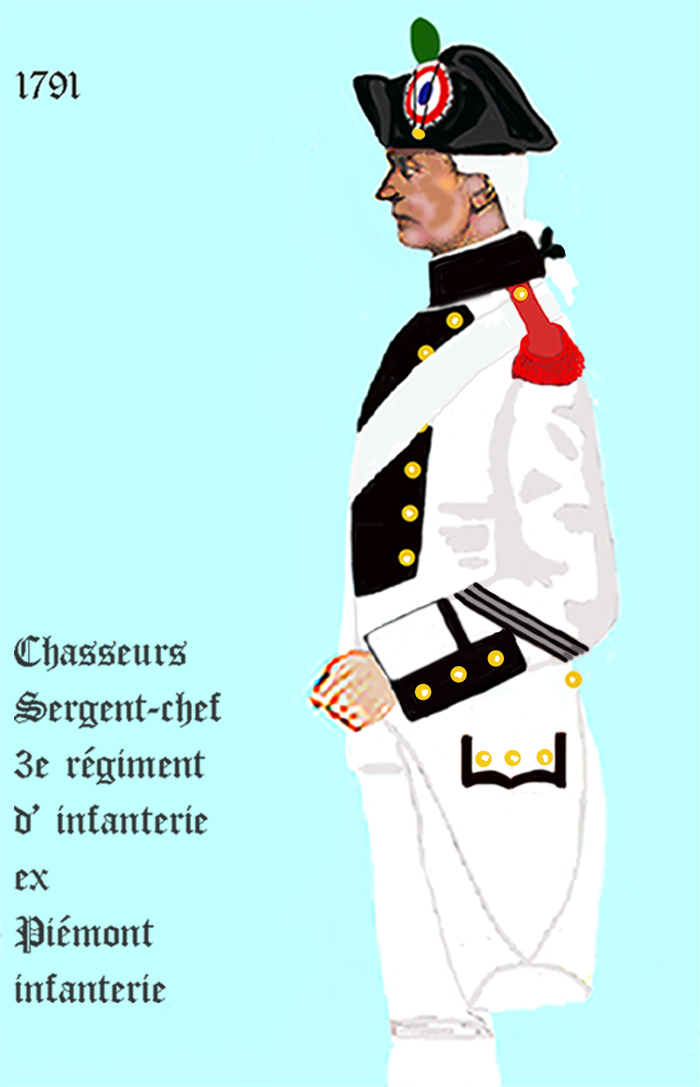
3e régiment d’infanterie de ligne von 1791 bis 1792
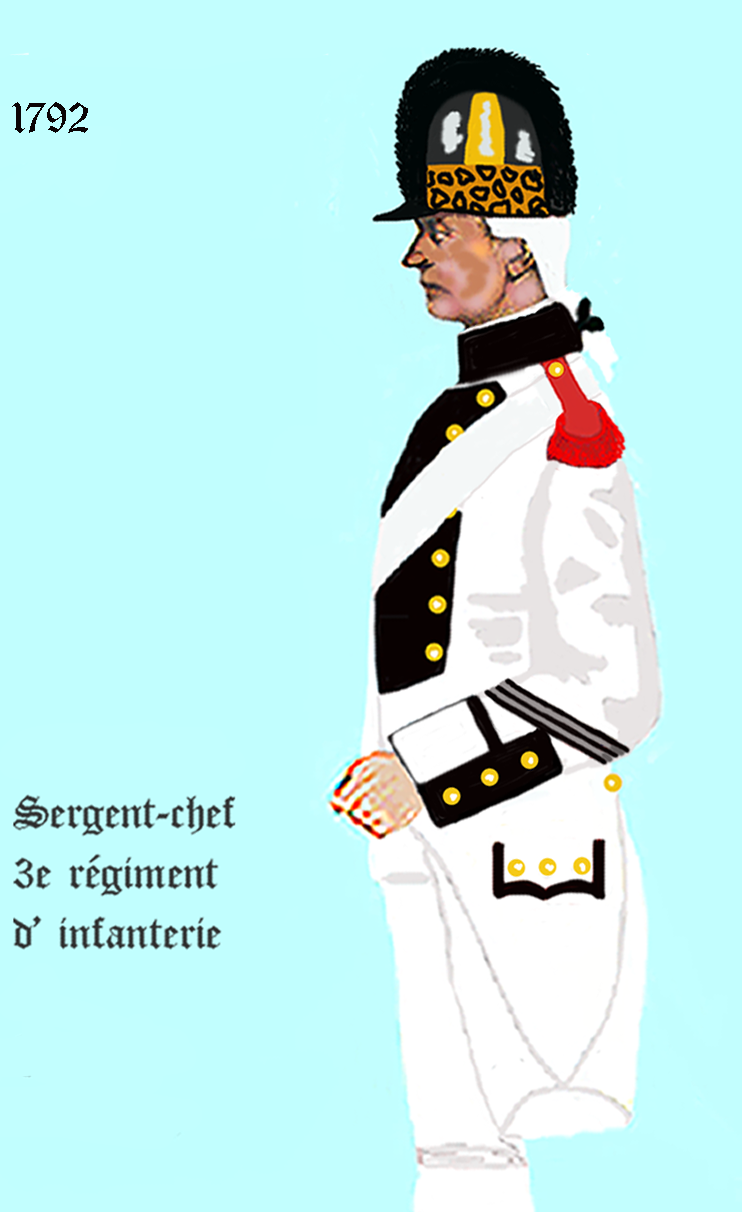
3e régiment d’infanterie de ligne von 1792 bis 1794